# Lijst van programma's op Ketnet
Hieronder staan alle programma's die uitgezonden worden/werden door Ketnet, de kinder- en jeugdzender van de VRT, en het digitaal nevenkanaal Ketnet+.
Tussen haakjes staan alternatieve namen voor hetzelfde programma.

## 0-9
- 3Hz
- 3rd Rock from the Sun
- 4 Tegen Z
- 4eVeR
- 100% Bakvis
- 100% Wolf
- 1001 Nachten

## A
- A gURLs wURLd
- A Kind of Magic (Betoverende Bende)
- Abeltje
- AbraKOdabra
- Ace Lightning
- Alexander
- Alfred Jodocus Kwak
- Alle honden gaan naar de hemel: de serie
- Allemaal beestjes
- Amika
- Amika en De Gevaarlijke Stunt
- Andy’s dino avonturen
- Angelina Ballerina
- Animalia
- Aquila

## B
- Babar en de belevenissen van Badou
- Back to Sherwood
- Bamboo Bears
- Bassie en Adriaan
- Baxter
- Beckham!
- Bedweters
- Beestenbos is boos
- Bel's Boys
- Beugelbekkie
- Bibi Blocksberg
- Bibi & Tina
- Black Beauty
- Blake en Mortimer
- Bloep Bloep
- Blokkers
- Bob de Bouwer
- Boe Boem, de weg naar huis
- Bol en Smik
- Boy Meets World (De Wereld Om De Hoek)
- Brandy & Mr. Whiskers
- Broodje kaas
- Buck
- Buiten De Zone
- Bumba, met o.a. ook
- Bumba in Afrika
- Bumba in Azië

## C
- Calimero
- Camping Ketnet
- Campus 12
- Caps Club
- Carl²
- Carland Cross
- Carlos & Co
- Cars Toons
- Cartouche: Prins van de Straten
- Casper's Griezelschool
- Chaplin & co (animatie)
- Charlie & Lola
- Chinees Voor Mij
- Circus en vervolg Circus naar Genève
- Circus Hocus Pocus
- Clash
- Click-ID
- Clifford, de grote rode hond
- Clifford, de grote rode hond (2019)
- Cococinel
- Code Lyoko
- Codenaam: The Boy
- Connor Undercover

## D
- D5R
- Daar is de deur
- Daar is Dobus
- Dag Juf, tot morgen
- Dag Sinterklaas
- Dagelijkse kinderkost
- David de Kabouter
- De 3 vrienden en Jerry
- De 5e boog
- De avonturen van Bibi en Tina
- De badbrigade
- De bal
- De Blacklist
- De boer op
- De Boomhut
- De Daltons (animatie)
- De Daltons en vervolgserie De Daltons, de jongensjaren (Nederlandse familie)
- De Dansbende
- De dolle tweeling (animatie)
- De Dierendetectives
- De drukke wereld van Richard Scarry
- De Elfenheuvel
- De Filmfabriek
- De Freggels
- De goblins
- De grote boze wolf show
- De Hopeloze Heks
- De Hoppers
- De Kinderpuzzel: De 32
- De kleine prins
- De Mooiste Sprookjes van Grimm
- De Mysteries van Alfred Hedgehog (animatie)
- De Oehoes
- De Omgekeerde Show
- De Pretroulette
- De Pretshow
- De Ranch
- De Schaduw van de Elfen (animatie)
- De Sintkrant
- De Smurfen
- De Snorkels
- De Wielen van de Bus
- De Vervangers
- De Vijf
- De week van Karrewiet
- De Zoo-reporters
- Dead Gorgeous (Geestige Meiden)
- Deadly 60 (De dodelijkste 60)
- Deadly Art (Dodelijkste Kunst)
- Degrassi
- Dierendokter Tom
- Dinosaurs
- Disney Festival met de volgende animatieseries:
  - 101 Dalmatiërs
  - Aladdin
  - American Dragon: Jake Long
  - Bonkers
  - Buzz Lightyear of Star Command
  - Darkwing Duck
  - Dave de Barbaar
  - De Kleine Zeemeermin
  - De Legende van Tarzan
  - Disney's Doug (tweede reeks)
  - DuckTales
  - Goof Club
  - Gummi Beren
  - Hercules
  - Het Speelplein
  - Jungle Club
  - Kim Possible
  - Lilo & Stitch: The Series
  - Marsupilami
  - Mickey's Club
  - Mickey Mouse Works
  - Pepper Ann
  - Quack Pack
  - Rescue Rangers
  - TaleSpin
  - The Shnookums and Meat Funny Cartoon Show[1]
  - The Wuzzles[bron?]
  - Timon & Pumbaa
  - Winnie de Poeh
- Dobus
- Doe De Wrap
- Doremix
- Doug (eerste reeks)
- Draakje
- Drakenjagers

## E
- Ebu
- Eendenstad
- Eiland van Noah
- Eliot Kid
- En daarmee basta!
- Engie Benjy
- Er was eens...
- Escape of the artful Dodger
- Eurokids
- Extreme Ghostbusters

## F
- Fata Morgana
- Felix de Kat
- Fennec
- Fimbles
- Fish Hooks (Disney)
- Flight 29 Down
- Floopaloo, waar ben je?
- Foreign Exchange (Tegenvoeters)
- Freek op safari
- Fun ball

## G
- Galaxy Park
- Gamekeepers
- Game Over
- Gawayn (animatie)
- Geboren jagers
- Gebuisd
- Genie from Down Under
- George van de Jungle
- Ghost Rockers
- Girl in Love
- Go IV
- Go Cosmo Go!
- GoGo Stop
- GoGoGo
- Griezelverhalen voor ettertjes
- Groot Kinderdictee der Nederlandse Taal
- Groot Licht

## H
- H2O: Just Add Water
- Handy Manny (Disney)
- Hangende Harry's
- Have a Laugh!
- Hawa & Adam
- Hazentem internationaal (animatiereeks)
- Head Start
- Heksje Lilly
- Helden
- Het Liegebeest
- Het Zandkasteel (de 2004 versie, afleveringen na 1 september 2010 werd aangepast zonder de NTR symbol aan begin.
- Hey Arnold!
- Hier is Ian
- Hij komt, hij komt... De intrede van de Sint
- Holly's Heroes
- Hoodie
- Hopla
- Hubert en Takako

## I
- Ibbeltje
- I-CliPS
- ID-Kits Wie wordt wrapper?
- I-fan
- Instant Star
- Interflix

## J
- Jacob Dubbel
- Jake en de Nooitgedachtland Piraten
- JES Clips
- JES ID-KITS
- Johny Quest
- Jollywobbles
- Jumanji
- Jungle Beat
- Jungle Junction (Disney animatie)
- Jungo
- Junior Eurosong
- Justin Time

## K
- Kaatje en haar vriendjes
- Kaatjes tralalaatjes
- Kabaal in de stal
- Karrewiet en weekend-digest De week van Karrewiet
- Kerstsingle Ketnet
- Ketnet Freeze
- Ketnet King Size
- Ketnet Kookt
- Ketnet Musical
- Ketnet on ice
- Ketnetkroket
- Ketnetpop
- Kids on the Block[2]
- Kika en Bob
- Kleine Einsteins
- Klumpies
- Kosmoo
- Kratts in het wild (animatie)
- Kuifje
- Kulderzipken
- Kwiskwat

## L
- Lars de kleine ijsbeer
- Lassie
- Laura's Ster
- LazyTown
- Lekker Windje
- Level X
- Life with Derek
- #LikeMe
- Lizzie McGuire
- Lockie Leonard
- LOLmops
- Looney Tunes
- Loulou de Montmartre
- Lucky Luke

## M
- Mama Mirabelle's Home Movies (animatie)
- Marcus Level
- Married... with Children
- Martha Praat
- Masha en de Beer
- Mega Mindy
- Meisjes
- Merlina
- M.I. High
- Mickey Mouse Clubhouse
- Mijn Dans Is Top
- Mijn Gedacht!
- Mijn Job Is Top
- Mijn Kunst Is Top
- Mijn Liefste Vriendjes Teigetje en Poeh (animatie)
- Mijn monsters en ik
- Mijn naam is...
- Mijn Pestfamilie (The Revenge Files of Alistair Fury)
- Mijn robot en ik
- Mijn Sport Is Top
- Mike the Knight (animatie)
- Minoes
- Miss BG
- Miss In De Modder
- Missy Mila (animatie)
- Modderland (animatie)
- Mortified
- Mr. Bean (sketches)
- Mr. Bean (animatie)
- Muppets Tonight
- Music For Life op Ketnet
- Musti
- My friend is an alien
- My parents are aliens

## N
- Naar Timboektoe
- Nachtraven
- Nachtwacht
- NBA Jam
- Nellie & Cezar (animatie)
- Nina Patalo
- Nouky en Zijn Vrienden

## O
- Oggy en de kakkerlakken
- Oliver: Achter de schermen
- Oliver Twist
- Oma en Oma
- Ooggetuige
- Op Schok
- Opa op zak
- Otje
- Out there

## P
- Papyrus
- Party of Five
- Pat & Stan
- Peperbollen
- Pettson & Findus
- Phineas en Ferb
- Picknick met Taart
- Piet Piraat
- Piet Piraat's voorleesverhalen uit de griezelgrot
- Piet Piraat Wonderwaterwereld
- Pieter Post
- Pingu
- Pippi Langkous (animatie)
- Pirateneiland
- Pitt en Kantrop
- Planet Sketch
- Pocoyo
- Postbus X
- Prinses Lillifee
- Prinsessia

## Q
- Quick en Flupke

## R
- Raad eens hoeveel ik van je hou
- Raymond
- Ready or Not
- Rex the Runt
- Robbedoes
- Robbedoes en Kwabbernoot
- Robin Hood: Misschief in Sherwood
- Robot Arpo (animatie)
- Rocket mijn raket
- Ronja de roversdochter (animatie)
- Round the Twist (De Spooktoren)
- Rox
- Rudi het racevarken
- Rupert

## S
- Sally Bollywood (animatie)
- Sammy & Co
- SamSam
- Samson en Gert
- Samson en Gert Kerstverhalen
- Schone Schijn
- Scooter
- Shadow raiders
- Shaun het Schaap
- Sherlock
- Sherlock Yack (animatie)
- Shoebox Zoo
- Shoot
- Shuriken School
- Sinteressante dingen
- Sitting Ducks
- Skippy
- Skate (Otis/Ayo/Hilly - Skate)
- Sleepover club
- Smos
- Snobs
- So Weird (Wreed vreemd)
- SOS Antarctica
- Space Goofs
- Spellbinder
- Spellbinder 2: Land of the Dragon Lord
- Spetter!
- Spring
- Sprookjes
- Sprookjesboom
- Stafari
- Stafkes Straffe Kost
- Stitch!
- Stoked (animatie)
- Strawberry Shortcake (animatie)
- Sunjata: voor, op en achter het toneel
- Super 4
- Super sportlets
- Swoeps
- Symfollies

## T
- Team Kwistenbiebel
- The Adventures of the Bush Patrol
- The Crash Zone
- The Elephant Princess
- The Famous Jett Jackson
- The Lost Treasure of Fiji
- The Muppet Show
- The Odyssey
- The Sarah Jane Adventures
- The Secret World of Alex Mack
- The Sleepover Club
- The Zack Files
- Tik Tak
- Timbalo
- Timon & Pumbaa
- Toekan Tecs
- Tom
- Tom en Jerry
- Tom en Tim
- Tommy's Troep
- Tracy Beaker
- Trix
- Trollenstreken
- Tupu
- Tweenies
- Twisted Whiskers
- Twirlywoos

## U
- Uki
- Ultratop
- Uncle Max

## V
- Vergeten Speelgoed
- Verhaaltjes uit de toverdoos
- ViaVia
- Voeten vegen
- Vossenstreken (Fox Busters)

## W
- W@=D@
- W817
- Wannabe's
- Wat een beest!
- Waterschapsheuvel
- Weekendwrap
- Wereldbeesten
- Wicked Science
- Wickie de Viking 3D
- Wie wordt Junior?
- Wie wordt wrapper?
- Wild Kat
- Winnie de Poeh (animatie)
- Wizzy en Woppy

## X
- XMIX
- X-treem
- X-Peditie X-Treem

## Z
- Zack and Quack
- Zap Jr. High (Zap Jr)
- Zig & Sharko (animatie)
- Zingaburia
- Zo is er maar één - De cup
- Zoé Kezako
- Zoem in op Maggie
- Zombie Hotel (animatie)
- Zoostraat 64 (animatie)
- Zorro (Z/W- en kleur-versies)